# The Offspring
The Offspring is een Amerikaanse punkrockband, opgericht in 1984 in Garden Grove, Californië. De band heeft in totaal meer dan 40 miljoen exemplaren van zijn tien studioalbums verkocht, talrijke artistieke prijzen gewonnen en meer dan duizend concerten wereldwijd gegeven, waarmee de groep een van de bestverkopende punkrockbands ooit is.  

## Geschiedenis

### Ontstaan, vroegere jaren en eerste albums (1984-1993)
De band ontstond in 1983 door de bassist Greg K. en zanger/gitarist Dexter Holland (die destijds drummer was) die samen in het crosscountryteam zaten van Pacifica High in Garden Grove en samen muziek begonnen te maken in een garage in Cypress. Toen de twee jongens in 1984 voor toegang werden geweigerd bij een Social Distortion-concert in Irvine, besloten ze om hun eigen band te beginnen. Holland veranderde zijn rol als drummer naar zanger en gitarist, en de band werd gecompleteerd door drummer James Lilja, de drummer van Clowns of Death, op afspraak dat Lilja in Manic Subsidal zou spelen, als Holland zich bij Lilja's band Clowns of Death zou voegen. De band kreeg de naam 'Manic Subsidal', en de drie jongens namen het hele gedoe zeer serieus.
Manic Subsidal begon vanaf dat moment te spelen in de garage van Greg's ouders in Huntington Beach. Ze wisten echter niet zo goed hoe ze moesten spelen en het kostte hun veel tijd om alles te leren. Ze hadden leren spelen door elk weekend covers te spelen tot diep in de nacht. Vaak werd de politie gebeld door de buren vanwege geluidsoverlast en vaak handelde de moeder van Greg het verder af met agenten terwijl de jongens verder speelden.   
Op een zeker moment begon de band echt muziek te maken. De eerste nummers die ze schreven heetten: "Very Sarcastic" en "Sorority Bitch". Het eerste nummer dat ze met Manic Subsidal in de studio opnamen heette "Hopeless". Dat was voor een compilatie-cd (We Got Power: Party Animal). In 1985 kwam schoolconciërge en gitarist Noodles (ook van Clowns of Death) bij de band nadat Dexter had hem uitgenodigd om bij de band te komen.    
In 1986, na het veranderen van hun naam in The Offspring (naar een B-film genaamd The Offspring: They Were Born to Kill), bracht de band de single I'll be waiting uit op Black Label. In 1987 verliet drummer James Lilja de groep om zich voor te bereiden op de medische opleiding. Hij werd vervangen door Ron Welty die toen 16 jaar oud was. Welty’s oudere stiefzus introduceerde hem bij Dexter. Ron kende de band vrij goed en was zeer gemotiveerd om zich bij de groep aan te sluiten en smeekte Dexter om hem in de band toe te laten. Dexter ging akkoord en Ron voegde zich bij de band.   
Na het opnemen van hun tweede demo in 1988 (ook wel bekend als Tehran-tape) tekende The Offspring bij een klein label, Nemesis Records. In maart 1989 begon The Offspring te werken met producer Thom Wilson. Samen namen ze hun eerste album op genaamd The Offspring, waarvan meer dan 5.000 exemplaren werden verkocht. Het album werd in beperkte oplage alleen op vinyl uitgebracht en kwam pas in 1995 op cd uit. De release werd gevolgd door een zes weken durende tour, die werd afgebroken toen Noodles gewond raakte nadat hij was neergestoken. Dit album werd nagenoeg uitsluitend in het Californische punkmilieu verkocht. In 1991 namen ze hun eerste ep Baghdad op bij dezelfde platenmaatschappij (Nemesis Records). Thom Wilson probeerde The Offspring bij Epitaph Records te krijgen, een label gerund door Bad Religion-gitarist Brett Gurewitz. Gurewitz vond The Offspring niet uitgesproken genoeg voor het label, maar hij gaf de band toch een kans na Baghdad en de band mocht hun tweede studioalbum opnemen. In 1992 verscheen hun tweede album getiteld Ignition. Dit album werd geen succes, maar wel werden er 400.000 exemplaren van verkocht en werd het een 'undergroundhit'. 

### Doorbraak en succes (1994-1999)
De wereldwijde doorbraak van The Offspring kwam in februari 1994 wanneer de single "Come Out and Play", van hun derde album getiteld Smash, dankzij MTV een wereldwijde hit werd. De opvolger Self Esteem werd mede een groot succes. En ook de song Gotta Get Away deed het goed. De jeugd wierp zich op de complexloze muziek, punk met ska- en rockelementen, en de 'meebrulbare' teksten van de groep. Door het succes van Smash werd ook Ignition meer verkocht. Het succes werd verder gezet met een cover van "Smash It Up" van The Damned, voor de soundtrack van Batman Forever. 
In het jaar 1995 bracht de band hun eerste album opnieuw uit op Nitro Records, Dexter en Greg’s platenlabel. De band besloot de band de rechten op hun eerste album uit te kopen en het opnieuw uit te geven. Kort daarna werd Nitro Records uitsluitend de verantwoordelijkheid van Holland. In 1996 tekende The Offspring een contract met Columbia Records na een ruzie met Epitaph. Hun volgende album Ixnay on the Hombre kwam uit op 4 februari 1997. Ook dit album werd een succes maar een minder groot succes als Smash omdat de fans een "Smash 2.0" verwachtte.
In oktober 1998 bracht de band hun vijfde album uit, Americana, met de hits Pretty Fly (for a White Guy) (die op nummer 1 kwam in de Top 40), Why Don't You Get a Job?, The Kids Aren't Alright en "She's Got Issues". Het album werd bijna net zo'n groot succes als Smash. Ook brachten ze hun eerste video Americana uit. Op dezelfde dag als Americana bracht de band een ep ten ere van het album genaamd A Piece of Americana. Die zomer namen ze de nummers "Beheaded" (een nummer van hun debuutalbum) en "I Wanna Be Sedated" (een Ramones cover die beide werden opgenomen voor de griezelkomedie Idle Hands die uitkwam in de lente van 1999 op. De band verscheen ook in die film als een band op een highschool dance. In de film wordt Dexter vermoord op het podium. In 1999 ging de groep op tournee. Ze stonden onder meer op de festivals Rockfest '99, Lowlands '99 en Woodstock '99. 

### Conspiracy of One, Splinter, Greatest Hitsen vertrek Ron Welty (2000-2005)
In 2000 wilde de groep het album Conspiracy of One nog voordat het uitkwam volledig gratis aanbieden op haar website. Dat was echter niet naar de zin van platenfirma Sony, die met een proces dreigde. The Offspring besefte dat een proces de release met twee jaar kon vertragen en besloot bij wijze van compromis alleen de single "Original Prankster" op internet te zetten. Het duurde echter niet lang voordat het hele album illegaal te downloaden is, een ontwikkeling die de groep vooraf voorspeld had. Voordat het album op 14 november verscheen, was het te downloaden, wat de verkoop niet ten goede kwam. Ook lanceerden ze hun tweede video Huck It, waarin wederom spectaculaire stunts te zien waren met op de achtergrond muziek.  "Defy You" werd opgenomen voor de soundtrack van de film Orange County.
Na een paar maanden wordt besloten weer de studio in te gaan, maar drummer Ron Welty stapte uit de band. Zijn vertrek werd aangekondigd op 18 maart 2003 op de officiële website van The Offspring omdat hij zich wou focussen op zijn andere project Steady Ground. Op de site werd namens Ron gezegd "Na meer dan 15 geweldige jaren bij The Offspring heb ik besloten om te vertrekken om al mijn energie te wijden aan een nieuw project genaamd Steady Ground. Ik wens Dexter, Noodles en Greg veel succes en het is tijd om me op mijn eigen ding te concentreren". Later werd bekend dat Welty niet volledig vrijwillig de band had verlaten en dat hij uit de band was gezet door Dexter en Noodles. Omdat het moeilijk was om op zo'n korte termijn een onmiddellijke vervanger voor Welty te vinden of auditie te doen, koos de band ervoor om sessiemuzikant Josh Freese op het album te laten drummen in de plaats van Welty, en er werden plannen gemaakt om een fulltime drummer in te huren na het voltooien van het album. Freese had al andere projecten en adviseerde Atom Willard die de officiële opvolger van Ron Welty werd. 
Op 1 april 2003 kondigde de band op hun officiële website aan dat de titel van het album Chinese Democrazy zou worden, vernoemd naar het lang uitgestelde Chinese Democracy-album van Guns N' Roses. Als gevolg hiervan diende Guns N' Roses-frontman Axl Rose een stakingsbevel in tegen The Offspring, maar realiseerde zich dat het een 1 aprilgrap was aangekondigd. Het nieuwe album kwam op 1 december 2003 uit en heette Splinter.    
In 2005 bracht de band een Greatest Hits-album uit op DualDisc en op CD. Greatest Hits bevat 14 van de hits van de band van de albums Smash, Ixnay on the Hombre, Americana, Conspiracy of One en Splinter, de single "Defy You", en twee niet eerder uitgebrachte nummers, "Can't Repeat" en "Next to You" (een cover van The Police die beschikbaar is als een verborgen nummer). Ongeveer een maand later bracht de band een video-dvd uit met al hun muziekvideo's en enkele video's van een liveshow genaamd Complete Music Video Collection.

### Rise and Fall, Rage and Grace, Days go Byen verdere tournees (2006-2016)
In 2006 laste de band er een pauze in om bezig te gaan met opnames. In november werd gemeld dat The Offspring terug in de studio was om hun achtste studioalbum op te nemen met producer Bob Rock en "een handvol demo's". In juli 2007 kondigde Dexter aan dat de band nog twee nummers klaar had en dat het album werd opgenomen in Orange County, Californië. Atom Willard kon niet mee werken aan het album vanwege een contractprobleem met Geffen Records waardoor Josh Freese alle drumtracks van het album deed. In juli verliet Atom Willard de band om zich volledig te concentreren op zijn band Angels & Airwaves. Hij werd vervangen door Pete Parada.  
In juni 2008 kwam het album Rise and Fall, Rage and Grace uit. De eerste single van dit album werd het nummer "Hammerhead". Van "Hammerhead" en "Half-Truism", dat ook op het album stonden, circuleerden al sinds februari 2008 live versies op internet. Pete Parada ging voor het eerst mee tournee met de band en Scott Shiftlett viel in als bassist voor vier shows vanwege de geboorte van de jongste zoon van Greg K. 
In mei 2009 begon de band voorbereidend werk te doen met Bob Rock in Hawaï voor wat het negende album van Offspring zou worden. Ze namen sporadisch door het volgende jaar. In juni 2010 kopte de Offspring twee data in West-Canada. In januari 2011 vermeldde sessiedrummer Josh Freese (die drumtracks opnam voor de laatste twee albums van de band) op zijn website dat hij weer in de studio was om met The Offspring te werken. 
In maart 2012 kondigde de band op hun Twitter-pagina aan dat het album af was. Drie dagen later kondigde de band op hun website aan dat Days Go By de naam zou zijn van hun negende studioalbum, dat uiteindelijk werd uitgebracht op 25 juni 2012. 
In 2013 begon de band met het opnemen van het volgende album. The Offspring bracht de zomer van 2014 door op tournee ter herdenking van de 20ste verjaardag van hun derde album Smash. Ze deden de Summer Nationals 2014-tour van juli tot september, met Bad Religion en Pennywise, The Vandals en Stiff Little Fingers. Om samen te vallen met de Summer Nationals-tour, brachten de Offspring covers uit van Pennywise's "No Reason Why", en Bad Religion's "Do What You Want" en "No Control" op hun YouTube-account. Deze covers zijn uitgebracht op de EP Summer Nationals, die in augustus 2014 digitaal werd uitgebracht. In 2015 werd een single "Coming For You" uitgebracht en maakte band bekend dat ze verder bezig waren met het album en de single ook op het album zou verschijnen. Het album zou in 2016 verschijnen maar door een ruzie met Columbia Records kwam er een breuk tussen de label en de band. The Offspring claimde de rechten op hun Columbia Records-albums in 2014. De band begon de rechten op die albums in augustus 2015 te veilen, evenals hun songwriting-tegoeden, voor ongeveer $30 miljoen. Sony Music Entertainment (de eigenaar van Columbia Records) en Round Hill Music zouden naar verluidt geïnteresseerd zijn in het bieden op de muziek van de Offspring. In januari 2016 verwierf Round Hill de Columbia Records-catalogus van de band, samen met hun carrière-lange muziekpublicatierechten, voor $35 miljoen. In december 2016 tekende Round Hill een distributieovereenkomst met Universal Music Enterprises voor de Offspring's Columbia-catalogus (inclusief de Greatest Hits- album en Happy Hour!).

### Let The bad Times Rollen vertrek Greg K. en Pete Parada (2017-2021)
In november 2018 werd Greg K. ontslagen van de band vanwege een zakelijk meningsverschil, en werd vanaf zijn vertrek uitgesloten van bandgelerateerde activiteiten zoals studio-opnames en liveoptredens. Door het vertrek van Greg K. moesten alle bastracks die Greg al had opgenomen worden herschreven en opnieuw worden opgenomen door Dexter Holland. Greg's vertrek is nooit aangekondigd door de band maar door Greg zelf op zijn Twitter-account. Als vervolg voor zijn afwezigheid werd Todd Morse de officiële vervanger voor Greg K.. 
De band stapte in 2020 over naar het label Concord Records en bracht op 4 november 2020 hun allereerste kerstlied uit, een cover van Darlene Love's "Christmas (Baby Please Come Home)". Een fysieke versie van dit nummer werd uitgebracht als een 7-inch vinylsingle op 11 december 2020.  
Op 8 februari 2021 plaatsten Dexter en Noodles een video waarin ze bevestigden dat het album klaar was met een officiële releasedatum en een enkele aankondiging binnenkort. Op 23 februari 2021 kondigde The Offspring aan dat hun tiende album de titel Let the Bad Times Roll zou krijgen, en bracht het titelnummer als eerste single uit via streamingdiensten. Het album zelf werd uitgebracht op 16 april. Pete Parada drumde 10 van de 12 terwijl de Josh Freese de overige twee drumtracks deed. 
Op 2 augustus 2021 kondigde drummer Pete Parada aan dat hij niet zou touren met The Offspring omdat hij geen COVID-19-vaccin had gekregen. Hij legde uit dat dit op advies van zijn arts was vanwege zijn medische geschiedenis en omdat hij eerder besmet was. In een interview van november 2021 vertelden Dexter en Noodles dat zij van mening waren dat het touren met een niet-gevaccineerd bandlid een gevaar opleverde voor de crew. Daarom hadden ze besloten om voorlopig niet meer met Pete op tournee te gaan. Maar in zijn tweet van augustus 2021, gaf Pete Parada toe dat hij niet alleen op tournee, maar ook in de opnamestudio als "onveilig" werd beschouwd. In een interview op 4 maart 2023 bevestigde Parada dat hij geen lid meer was van de Offspring. Hij vormde een nieuwe band, The Defiant. De tour werd voortgezet met Josh Freese ter vervanging voor Pete Parada.

### Supercharged(2022-heden)
Op 15 september 2022 plaatste de band een korte video waar te zien is dat The Offspring terug in de studio is voor het opnames voor hun volgende album. In de video zijn Dexter, Noodles, producer Bob Rock en Josh Freese te zien. Ook is in de video te zien dat Dexter en Noodles een ESP Snakebyte bespelen die James Hetfield van Metallica ook gebruikt. Later bevestigde frontman Dexter Holland tijdens een interview op Braziliaanse radio dat The Offspring was begonnen met het werken aan nieuw materiaal voor hun elfde studioalbum. Holland vertelde Times Colonist in november dat de band in januari 2023 zou beginnen met het opnemen van hun nieuwe album met Bob Rock. The Offspring kondigde in maart 2023 op sociale media aan dat ze "terug in de studio" waren.  
Op 12 mei, kondigde voormalig Suicidal Tendencies drummer Brandon Pertzborn aan de officiële drummer van The Offspring te zijn geworden nadat Josh Freese niet meer fulltime met de band op tournees kon. Op 6 augustus 2023 trad de originele Offspring-drummer James Lilja voor eerst op sinds 1987 met The Offspring om het nummer "Beheaded" live te spelen (dat hij samen met Dexter Holland had geschreven). 
In een interview in mei 2024 met Atlanta's 99X radiostation, bevestigden Dexter en Noodles dat het elfde studioalbum van de band was voltooid en dat ze bezig waren met de cover art en albumtitel. Op 7 juni werd bekend dat het album Supercharged zou gaan heten en uitgebracht zou worden op 11 oktober. Met de bekendmaking van het album bracht de band ook de single "Make It All Right" uit. 

## Leden

### Huidige leden
- Dexter Holland - zang, slaggitaar (1984-heden), keyboard (2006-heden), basgitaar (2018-heden), leadgitaar (1984-1985)
- Noodles - leadgitaar, achtergrondzang (1985-heden)
- Todd Morse -  basgitaar (2019–heden), achtergrondzang (2019-heden; 2009-2019 als tourlid), slaggitaar (2009-2019; als tourlid)
- Jonah Nimoy - slaggitaar, keyboard, achtergrondzang (2023-heden; 2019-2023 als tourlid), percussie (2023-heden; 2020-2023 als tourlid)
- Brandon Pertzborn - drums (2023-heden)

### Voormalige leden
- Greg K. - basgitaar, achtergrondzang (1984-2018)
- James Lilja - drums, achtergrondzang (1984-1987; gastoptreden in 2023)
- Ron Welty - drums (1987-2003)
- Atom Willard - drums (2003-2007)
- Pete Parada - drums (2007-2021)

### Voormalige tourleden
- Higgins X-13 - achtergrondzang (1994-2005), percussie (1997-2005), slaggitaar (1998-2005), keyboard (2004-2005)
- Warren Fitzgerald - slaggitaar, achtergrondzang (2008)
- Andrew Freeman - slaggitaar, achtergrondzang (2008-2009)
- Tony Kanal - basgitaar (2018-2019)
- Josh Freese - drums (2021-2023)

## Discografie

### Studioalbums
| Album met eventuele hitnotering(en) in de Nederlandse Album Top 100 | Datum van verschijnen | Datum van binnenkomst | Hoogste positie | Aantal weken | Opmerkingen                                                   |
| ------------------------------------------------------------------- | --------------------- | --------------------- | --------------- | ------------ | ------------------------------------------------------------- |
| The Offspring                                                       | 15-06-1989            | 25-11-1995            | 85              | 3            | Debuutalbum                                                   |
| Ignition                                                            | 16-10-1992            | -                     | -               | -            |                                                               |
| Smash                                                               | 08-04-1994            | 15-10-1994            | 5               | 1            |                                                               |
| Ixnay on the Hombre                                                 | 04-02-1997            | 15-02-1997            | 8               | 18           |                                                               |
| Americana                                                           | 17-11-1998            | 18-11-1998            | 6               | 56           |                                                               |
| Conspiracy of One                                                   | 14-11-2000            | 25-11-2000            | 32              | 11           | Laatste album met Ron Welty                                   |
| Splinter                                                            | 09-12-2003            | 13-03-2004            | 98              | 1            |                                                               |
| Rise and Fall, Rage and Grace                                       | 11-06-2008            | 21-06-2008            | 73              | 3            |                                                               |
| Days Go By                                                          | 25-06-2012            | 30-06-2012            | 56              | 1            | Eerste album met Pete Parada; laatste album met Greg K.       |
| Let the Bad Times Roll                                              | 21-04-2021            | 24-04-2021            | 38              | 9            | Laatste album met Pete Parada                                 |
| Supercharged                                                        | 07-06-2024            | -                     | -               | -            | Eerste album met Todd Morse, Jonah Nimoy en Brandon Pertzborn |

### NPO Radio 2 Top 2000
| Nummers met noteringen in de NPO Radio 2 Top 2000 | '14  | '15  | '16 | '17 | '18  | '19  | '20  | '21  | '22  | '23  | '24  |
| ------------------------------------------------- | ---- | ---- | --- | --- | ---- | ---- | ---- | ---- | ---- | ---- | ---- |
| Pretty Fly (for a White Guy)                      | 1963 | 1544 | -   | -   | 1841 | 1781 | 1739 | 1770 | 1656 | 1709 | 1516 |
| Self Esteem                                       | 937  | 805  | 826 | 966 | 772  | 846  | 885  | 858  | 751  | 825  | 754  |

1. ↑  Een '-' betekent dat het nummer niet was genoteerd en een vetgedrukt getal geeft de hoogste notering van een nummer aan.
2. ↑  2014 was het eerste jaar met een notering voor The Offspring.

## Awards
| Jaar | Award                   | Nominatie                                      | Bekroond werk of kunstenaar                                                       | Resultaat   |
| ---- | ----------------------- | ---------------------------------------------- | --------------------------------------------------------------------------------- | ----------- |
| 1997 | Billboard Music Awards  | Modernste rocknummer                           | "Gone Away"                                                                       | Genomineerd |
| 1999 | MTV Europe Music Awards | Beste rockartiest                              | The Offspring                                                                     | Gewonnen    |
| 1999 | MTV Europe Music Awards | Beste Groep                                    | The Offspring                                                                     | Genomineerd |
| 1999 | MTV Europe Music Awards | Beste Album                                    | Americana                                                                         | Genomineerd |
| 1999 | MTV Europe Music Awards | Beste Rockvideo                                | Pretty Fly (for a White Guy)                                                      | Genomineerd |
| 1999 | Kerrang! Awards         | Beste Video                                    | Pretty Fly (for a White Guy)                                                      | Gewonnen    |
| 1999 | Billboard Music Awards  | Modernste rockartiest van jaar                 | The Offspring                                                                     | Gewonnen    |
| 2000 | Juno Awards             | Bestverkochte album (Buitenland en binnenland) | Americana                                                                         | Genomineerd |
| 2001 | OC Music Awards         | Beste Album                                    | Conspiracy of One                                                                 | Gewonnen    |
| 2001 | OC Music Awards         | Beste nummer                                   | "Original Prankster"                                                              | Gewonnen    |
| 2001 | OC Music Awards         | Beste punk                                     | The Offspring                                                                     | Genomineerd |
| 2001 | OC Music Awards         | Beste wereld                                   | The Offspring                                                                     | Gewonnen    |
| 2001 | OC Music Awards         | Beste liveband                                 | The Offspring                                                                     | Gewonnen    |
| 2002 | Kerrang! Awards         | Klassieke songwriter                           | The Offspring                                                                     | Gewonnen    |
| 2004 | 3D-Awards               | Muziekvideo Visuele effecten                   | "Hit That"                                                                        | Gewonnen    |
| 2004 | California Music Awards | Uitstekende alternatieve album                 | Splinter                                                                          | Gewonnen    |
| 2004 | OC Music Awards         | Beste Alternatief                              | The Offspring                                                                     | Genonimeerd |
| 2004 | OC Music Awards         | Beste nummer                                   | "Hit That"                                                                        | Genonimeerd |
| 2004 | Kerrang! Awards         | Beste Video                                    | "Hit That"                                                                        | Genonimeerd |
| 2009 | California Music Awards | Uitstekende alternatieve album                 | Rise and Fall, Rage and Grace                                                     | Gewonnen    |
| 2009 | OC Music Awards         | Beste album                                    | Rise and Fall, Rage and Grace                                                     | Genomineerd |
| 2009 | OC Music Awards         | Beste Nummer                                   | "Hammerhead"                                                                      | Genomineerd |
| 2013 | OC Music Awards         | Beste Punk                                     | The Offspring                                                                     | Gewonnen    |
| 2014 | OC Music Awards         | Impact Award                                   | The Offspring                                                                     | Gewonnen    |
| 2014 | OC Music Awards         | Beste alternatief                              | The Offspring                                                                     | Gewonnen    |
| 2014 | Loudwire Music Awards   | Beste rockvideo                                | "Dividing By Zero"/"Slim Pickens Does The Right Thing And Rides The Bomb To Hell" | Genomineerd |
| 2021 | Loudwire Music Awards   | Beste artwork                                  | Let the Bad Times Roll                                                            | Genomineerd |